# Всеобщие выборы в Эквадоре (1960)
Всеобщие выборы в Эквадоре проходили 5 июня 1960 года. В результате победу одержал Хосе Мария Веласко Ибарра от Национальной федерации веласкистов, получив 48,2 % голосов. Веласко Ибарра вступил в должность 1 сентября 1960 года.

## Избирательная кампания
Выборы 1960 года стали последние выборы, проходившие в соответствии с Конституцией 1946 года. Кандидатами были Хосе Мария Веласко Ибарра от «веласкистов», Гало Пласа Лассо от либералов, Антонио Парра Веласко от левых и Соединения народных сил и Гонсало Кордеро Креспо от правых.

## Результаты

### Президентские выборы
Хосе Мария Веласко Ибарра одержал победу, набрав 369 461 голос. Пласа получил 179 705 голосов; Кордеро Креспо 172 117 голосов, а Парра Веласко — 45 822 голоса. Веласко Ибарра стал президентом в четвёртый раз, вступив в должность 1 сентября 1960 года.
| Кандидат                             | Партия                                                                                           | Голоса    | %    |
| ------------------------------------ | ------------------------------------------------------------------------------------------------ | --------- | ---- |
| Хосе Мария Веласко Ибарра            | Национальная федерация веласкистов                                                               | 369 461   | 48,2 |
| Гало Пласа Лассо                     | Эквадорская радикальная либеральная партия — Национальный демократический фронт                  | 179 705   | 23,4 |
| Гонсало Кордеро Креспо               | Христианское демократическое действие                                                            | 172 117   | 22,4 |
| Антонио Парра Веласко                | Коммунистическая партия Эквадора — Соединение народных сил — Эквадорская социалистическая партия | 45 822    | 6,0  |
| Всего                                | Всего                                                                                            | 767 105   | 100  |
| Зарегистрированных избирателей/ Явка | Зарегистрированных избирателей/ Явка                                                             | 1 009 280 |      |
| Источник: Nohlen                     |                                                                                                  |           |      |